# Head of Bight
Head of Bight är en vik i Australien. Den är en del av Stora Australbukten och ligger i delstaten South Australia, omkring 790 kilometer nordväst om delstatshuvudstaden Adelaide.
Genomsnittlig årsnederbörd är 387 millimeter. Den regnigaste månaden är maj, med i genomsnitt 69 mm nederbörd, och den torraste är oktober, med 3 mm nederbörd.